# ایستگاه راه‌آهن سنت پنکراس
ایستگاه راه‌آهن سنت پنکراس (انگلیسی: St Pancras railway station) یکی از ایستگاه‌های اصلی راه‌آهن در لندن است.
این ایستگاه که در تاریخ ۱ اکتبر ۱۸۶۸ تأسیس شده در منطقه کمدن لندن قرار دارد و جزئی از خط‌های یورواستار و خط تیمزلینک است.

## نگارخانه

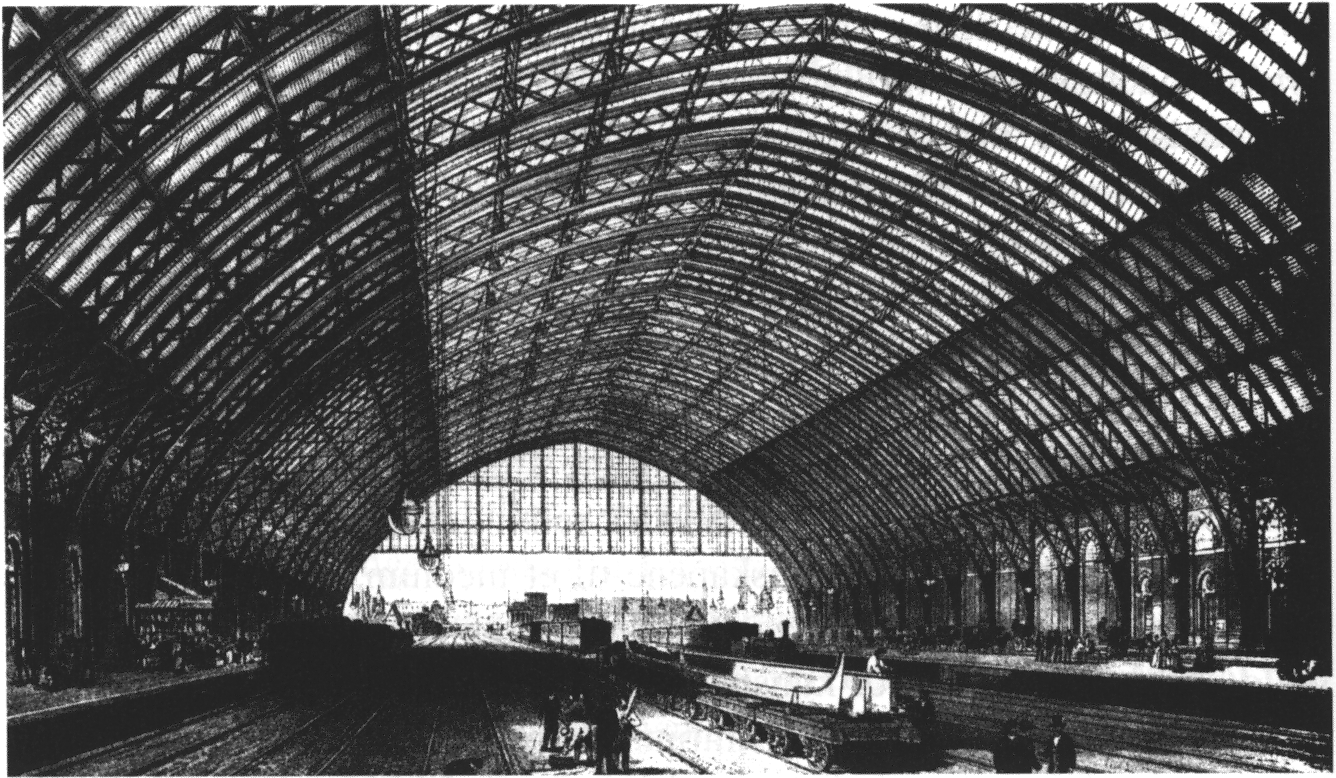
۱۸۷۰
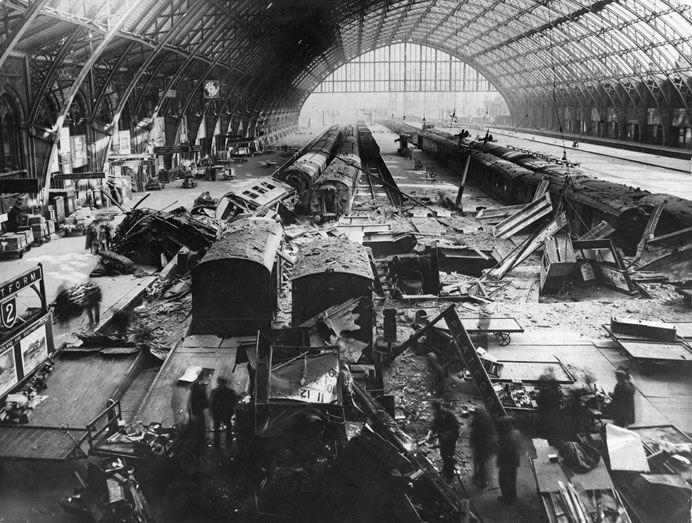
تخریب ایستگاه پس از بمباران بلیتس، ۱۹۴۱
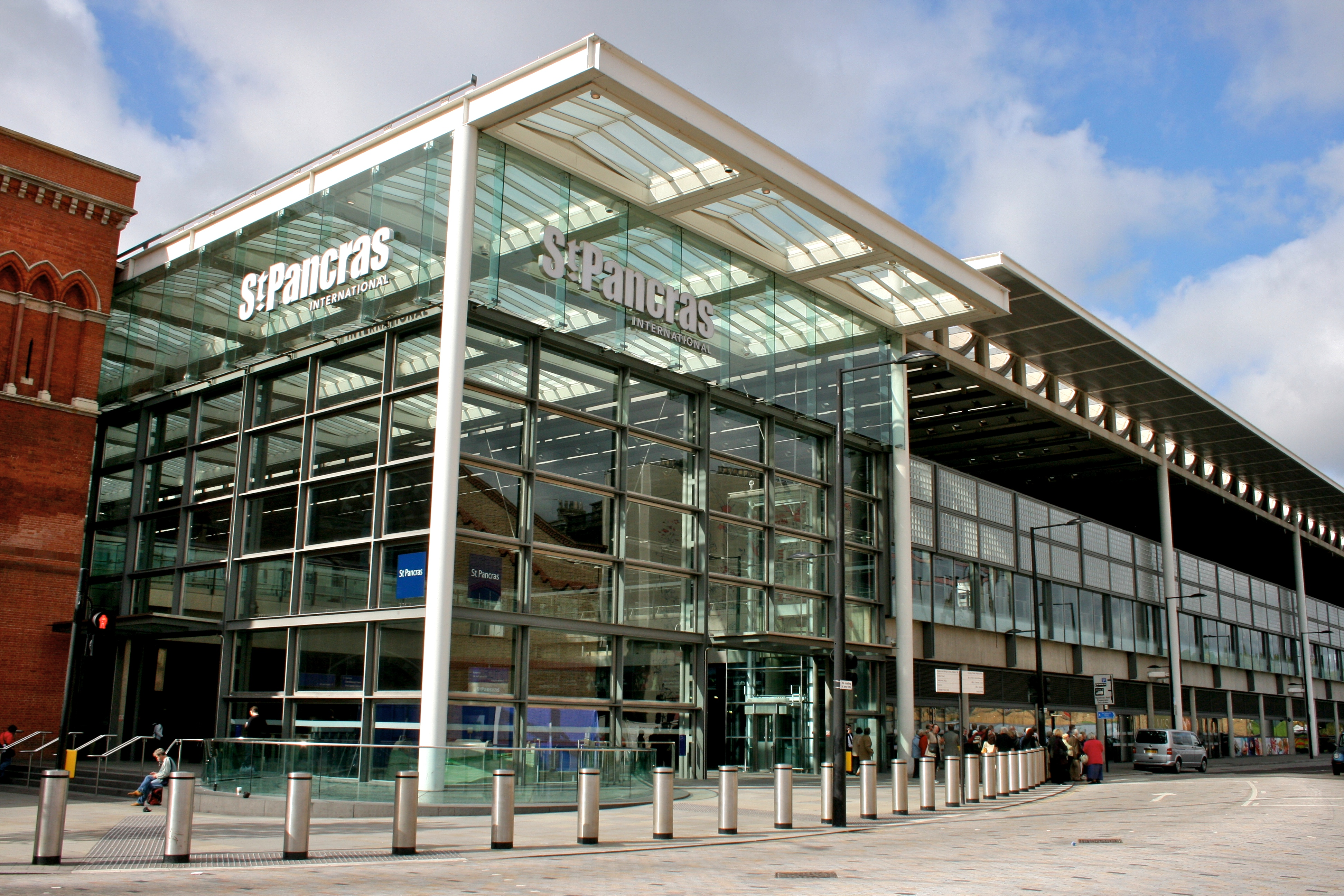
ورودی شرقی
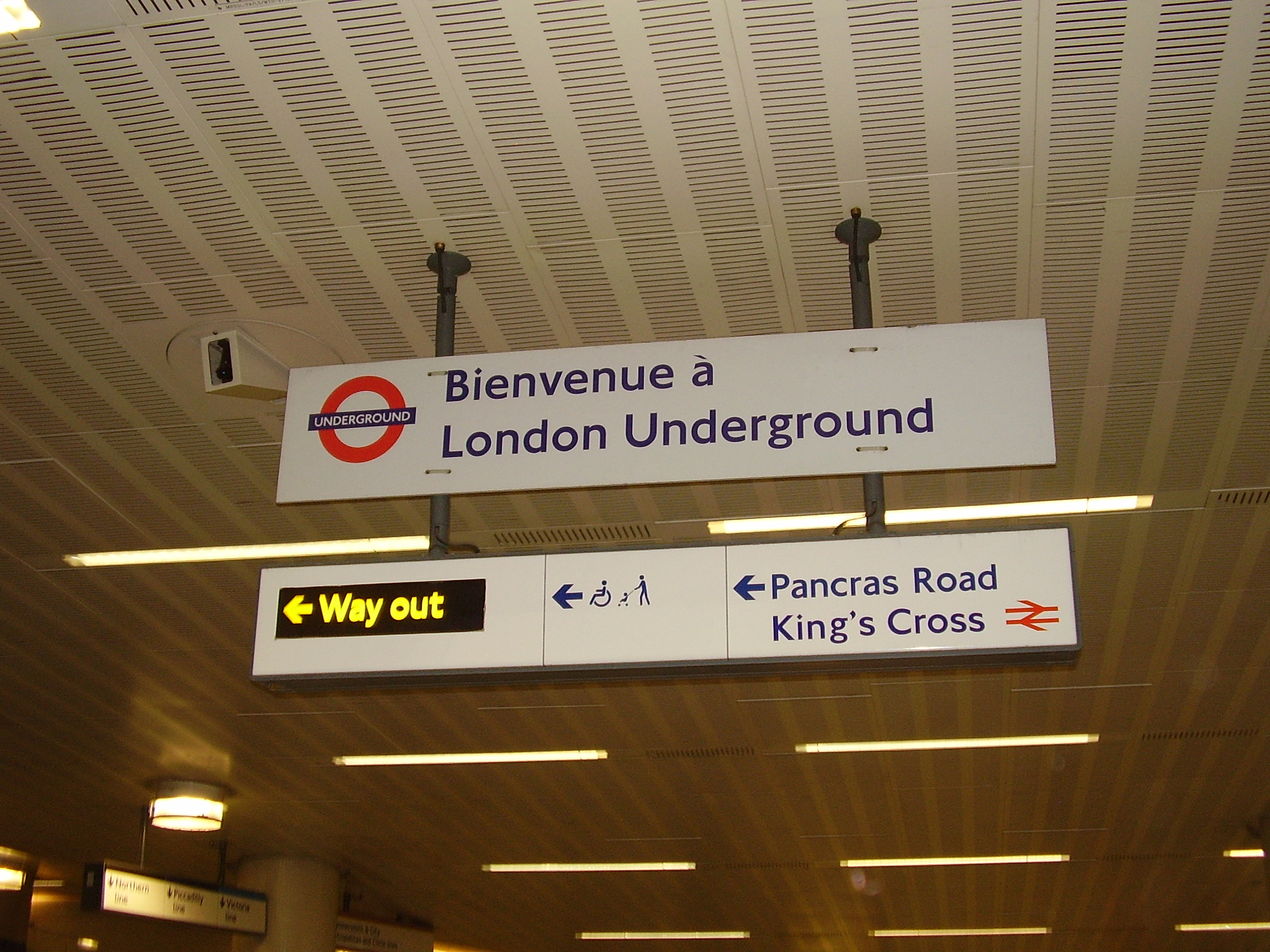
تابلو اطلاعات به زبان انگلیسی و فرانسوی
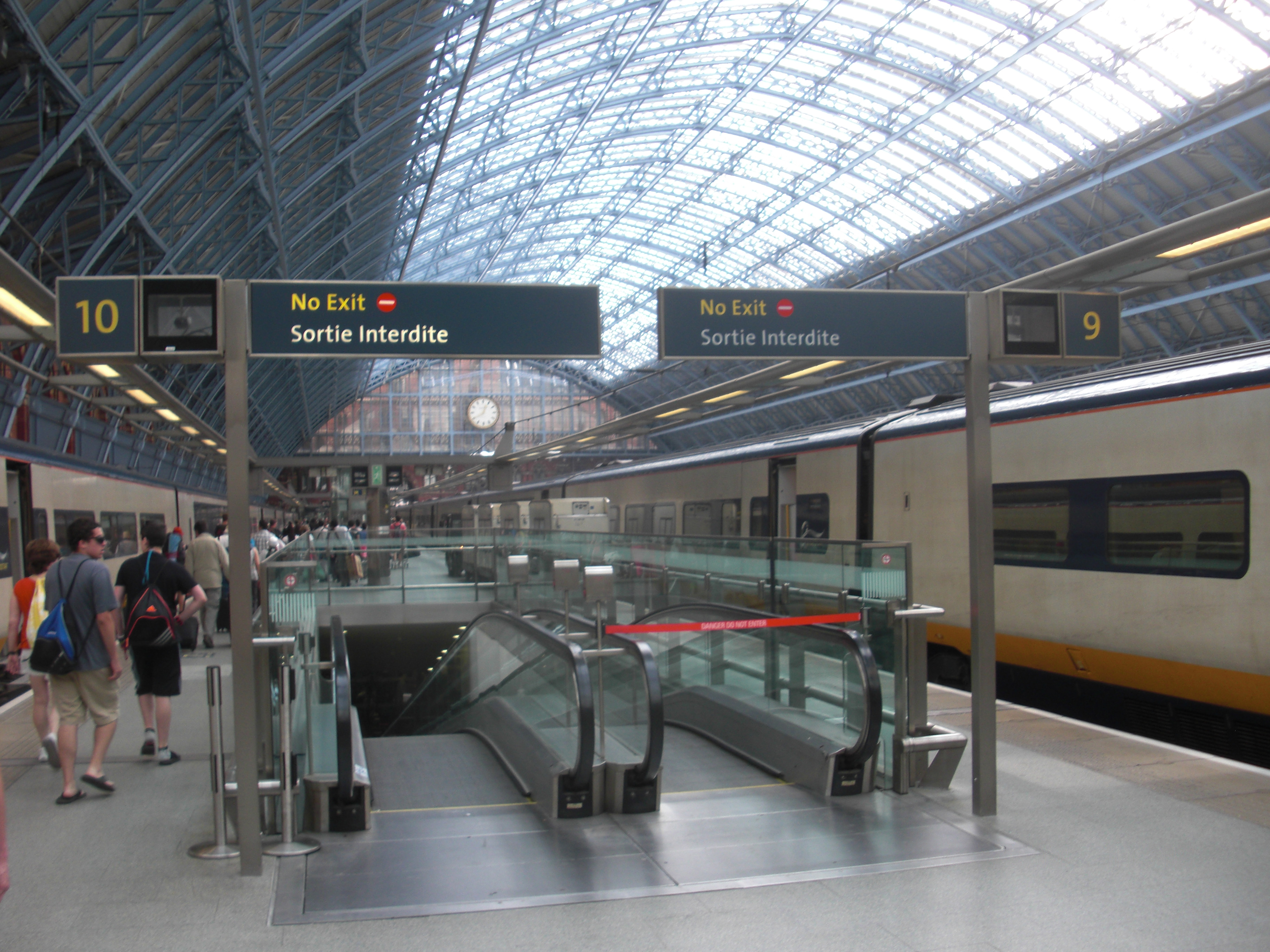
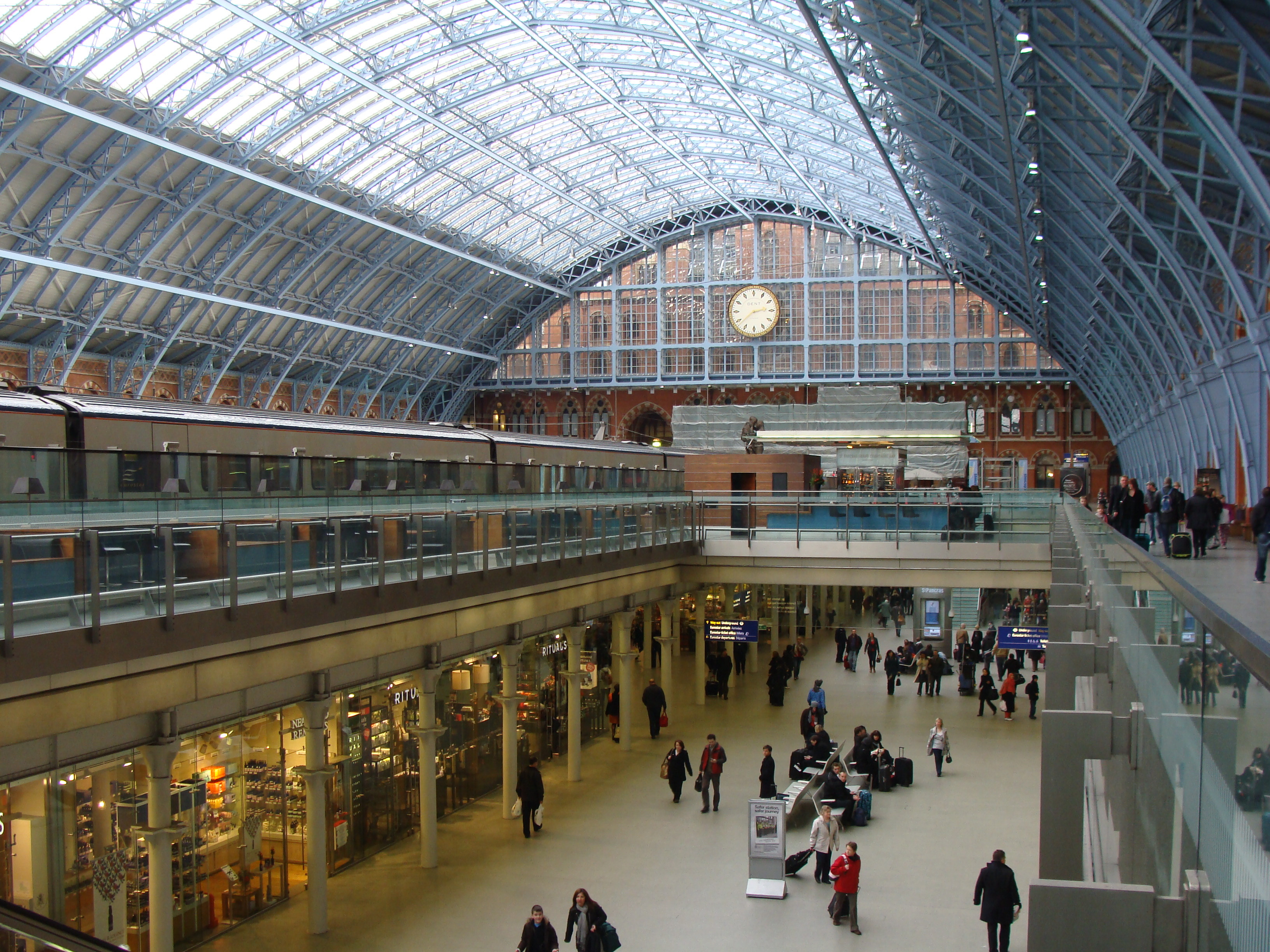
داخل ایستگاه خط یورواستار
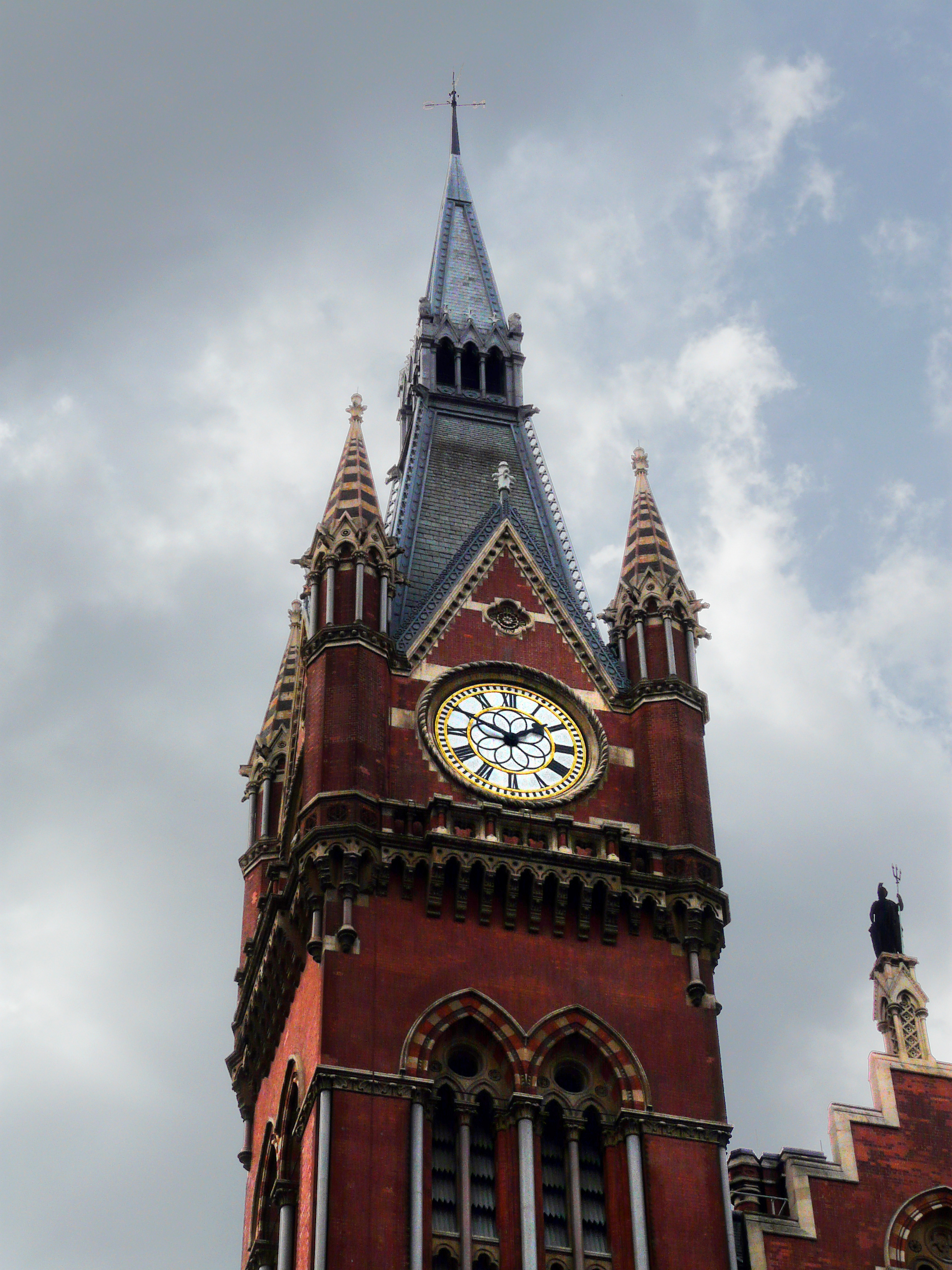
برج ساعت در بیرون ایستگاه